# Премия Муз-ТВ 2003
1-я ежегодная национальная премия в области популярной музыки Муз-ТВ 2003 более известной как Премия Муз-ТВ, состоялось 5 июня 2003 года в Москве. Местом проведения был выбран спорткомплекс «Олимпийский».

## Голосование
В начале марта телеканал разослал 120 анкет деятелям отечественного шоу-бизнеса, где каждому было необходимо определить список номинантов. Каждый деятель мог из предложенного списка выбрать по три номинанта в девяти номинациях. После определения троек, которые были объявлены 7 апреля, голосование продолжили зрители, которые могли заполнить и отправить бюллетень в редакцию телеканала, выбрав по одному номинанту в каждой категории. 20 мая завершилось голосование и начался подсчёт голосов.
Бюллетени были напечатаны в газете «Аргументы и факты», журнале Cool, а также была возможность проголосовать на официальном сайте премии.

## Выступления
| Исполнитель                       | Песня                         |
| --------------------------------- | ----------------------------- |
| Гости из будущего                 | «Метко»                       |
| Иванушки International            | «Безнадёга точка RU»          |
| Блестящие                         | «А я всё летала»              |
| Би-2 & Чичерина                   | «Мой рок-н-ролл»              |
| Татьяна Буланова                  | «Позвони»                     |
| ВИА Гра                           | «Good morning, папа»          |
| Виа Сливки & Отпетые мошенники    | «Моя звезда»                  |
| REFLEX                            | «Потому что не было тебя»     |
| Ленинград                         | «WWW»                         |
| Руки Вверх                        | «Милая моя»                   |
| Дмитрий Маликов                   | «Мама-лето!»                  |
| Алсу                              | «Вчера»                       |
| Филипп Киркоров & Маша Распутина  | «Роза чайная»                 |
| Smash!!                           | «Belle»                       |
| Кристина Орбакайте & Авраам Руссо | «Просто любить тебя»          |
| Валерий Леонтьев                  | «Шери»                        |
| Валерия                           | «Была любовь»                 |
| Любэ                              | «Давай за…»                   |
| Мумий Тролль                      | «Доброе утро, планета»        |
| Дискотека Авария                  | «Х.Х.Х.И.Р.Н.Р.»              |
| Дискотека Авария                  | «Небо»                        |
| t.A.T.u                           | «Не верь, не бойся, не проси» |
| t.A.T.u                           | «Нас не догонят»              |

## Номинанты[6]
| Лучший танцевальный проект                                                                                               | Прорыв года                                                                                      |
| --- | ------------------------------------------------------------------------------------------------ |
| - Дискотека Авария - t.A.T.u. - Гости из будущего                                                                        | - Smash!! - Каста - Авраам Руссо                                                                 |
| Лучшая поп-группа | Лучшая рок-группа                                                                                |
| - Дискотека Авария - t.A.T.u. - Гости из будущего                                                                        | - Ленинград - Земфира - Сплин                                                                    |
| Лучшее видео | Лучшая песня                                                                                     |
| - t.A.T.u. — «Простые движения» - Земфира — «Бесконечность» - Дискотека Авария — «Х.Х.Х.И.Р.Н.Р.»                        | - Би-2 и Чичерина — «Мой рок-н-ролл» - Дискотека Авария — «Disco Superstar» - Любэ — «Давай за…» |
| Лучший альбом | Лучший исполнитель                                                                               |
| - Земфира — «Четырнадцать недель тишины» - Дискотека Авария — «Х.Х.Х.И.Р.Н.Р.» - t.A.T.u. — «200 km/h in the Wrong Lane» | - Филипп Киркоров - Сергей Мазаев - Леонид Агутин                                                |
| Лучшая исполнительница                                                                                                   |                                                                                                  |
| - Алсу - Алла Пугачёва - Валерия                                                                                         |                                                                                                  |

## Специальные призы
| За наиболее европейскую песню | За вклад в развитие популярной музыки | Танцевальный проект десятилетия |
| ----------------------------- | ------------------------------------- | ------------------------------- |
| - Smash!!                     | - Валерий Леонтьев                    | - Руки Вверх!                   |

## Вещание
Премию Муз-ТВ 2003, которая транслировалась в прямом эфире на канале Муз-ТВ 5 июня 2003 года, была дважды показана в сокращённом повторе на других телеканалах:
- 14 июня 2003 года (через 9 дней) в 23:00 на «Первом канале», премия анонсировалась как «Первая национальная музыкальная премия»[7].

- 20 июля 2003 года (через полтора месяца) в 18:40 на СТС, в программе этого телеканала было прописано «Церемония вручения премий „Муз ТВ-2003“»[8].

## Инцидент
Во время вручения тарелки в номинации «Лучшая рок-группа», Сергей Шнуров обнажился на сцене, затем кинул полученную тарелку в зрительный зал. Данный фрагмент не попал в прямой эфир.